# 445
445 (CDXLV) var ett normalår som började en måndag i den julianska kalendern.

## Händelser

### Okänt datum
- Påvedömet erkänns av den västromerske kejsaren som högsta kyrkliga auktoritet.
- Kejsar Valentinianus III utfärdar ett edikt mot manikeismen.
- Petronius Maximus får titeln patricier.
- Attila mördar sin bror och medregent Bleda.
- Domnus II (patriark av Antiochia) sammankallar till synod med syriska biskopar för att bekräfta avsättningen av Athanasius av Perrha.

## Födda
- Iarlaithe mac Loga, irländsk präst.
- Sengyou, kinesisk munk.

## Avlidna
- Chlodio, kung över de saliska frankerna sedan 426 (död detta år, 447, 448 eller 449)